# Celerena waigeuensis
Celerena waigeuensis là một loài bướm đêm trong họ Geometridae.